# Caluromys philander
La zarigüeya lanuda parda (Caluromys philander) es una especie de marsupial didelfimorfo de la familia Didelphidae. Recibe también los nombres de filandro parduzco o zarigüeya lanuda de cola desnuda.

## Hábitat
El hábitat ocupado por la especie varía en función de las condiciones geográficas y estacionales, de la disponibilidad de alimentos y del estado reproductivo, aunque se considera principalmente arbórea.

## Faneróptica y anatomía
| Morfometría         | Masa (g) | Longitud (cm) | Longitud (cm) |
| Morfometría         | Masa (g) | Cuerpo        | Cola          |
| Caluromys philander | 140-390  | 16-28         | 25-41         |

## Zoogeografía

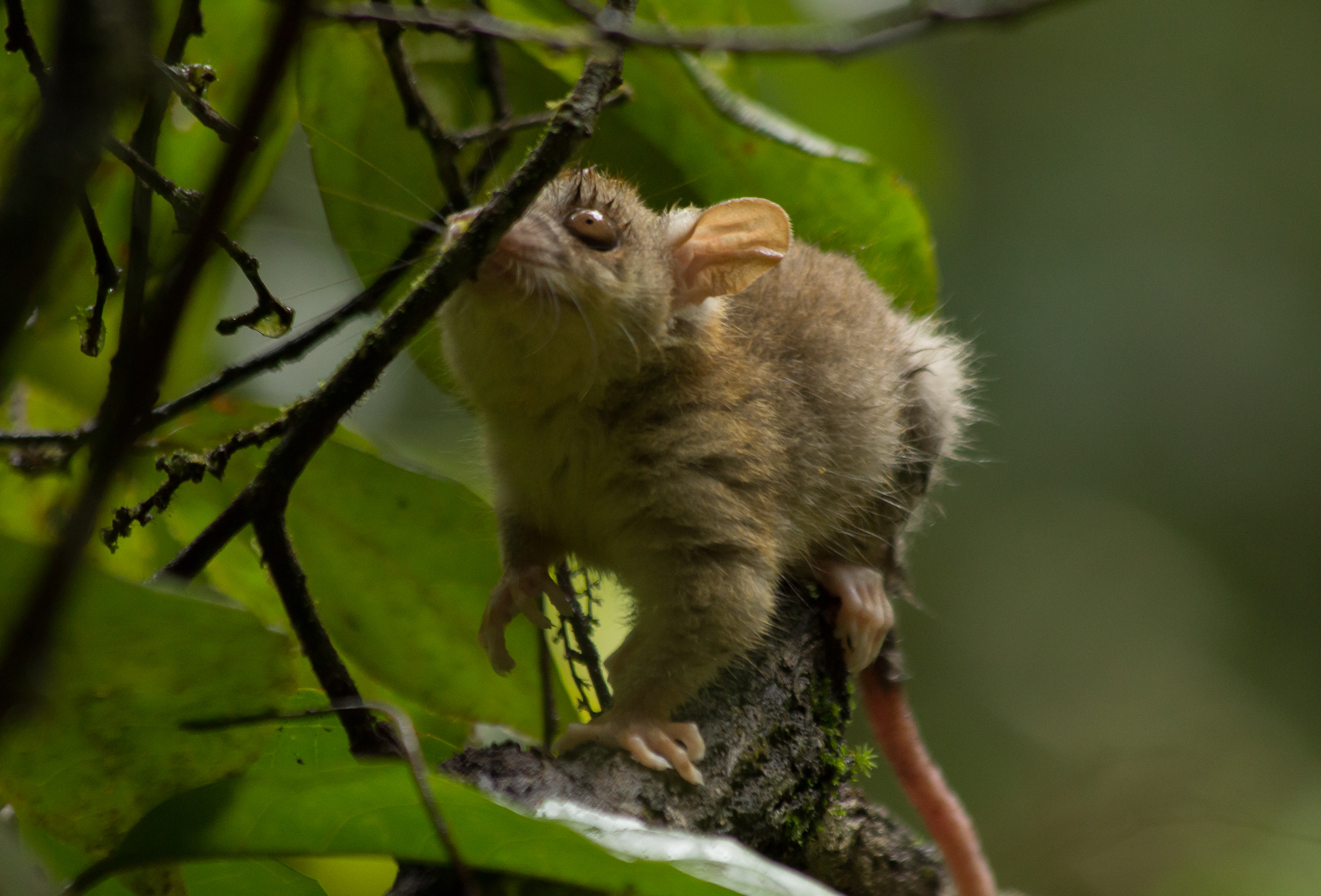
Zarigüeya lanuda parda en su hábitat.

Venezuela, incluida Isla Margarita y otras próximas a la costa,  Trinidad y Tobago,  Guyana,  Surinam,  Guayana Francesa y franja central de  Brasil de norte a sur.